# 韋格龍科查湖
9°14′29″S 77°20′52″W / 9.24139°S 77.34778°W
韋格龍科查湖（Huegroncocha），是秘魯的湖泊，位於該國北部安卡什大區的阿松森省，處於亞納科查湖以北和倫托科查湖以西，長0.39公里、寬0.12公里，海拔高度4,250米。